# Cantonul Guillaumes
Cantonul Guillaumes este un canton din arondismentul Nice, departamentul Alpes-Maritimes, regiunea Provence-Alpes-Côte d'Azur, Franța.

## Comune
- Beuil
- Châteauneuf-d'Entraunes
- Daluis
- Entraunes
- Guillaumes (reședință)
- Péone
- Saint-Martin-d'Entraunes
- Sauze
- Villeneuve-d'Entraunes